# Salers (fromage)
Pour les articles homonymes, voir Salers.
Le salers est un fromage au lait cru de vache à pâte pressée non cuite français du département du Cantal. L'appellation « salers » est protégée par les labels AOC depuis 1961 et AOP depuis 1996. 
En 2016, le ministère de la Culture inscrit à l'Inventaire du patrimoine culturel immatériel de la France, le savoir-faire lié à l'obtention du salers.

## Description

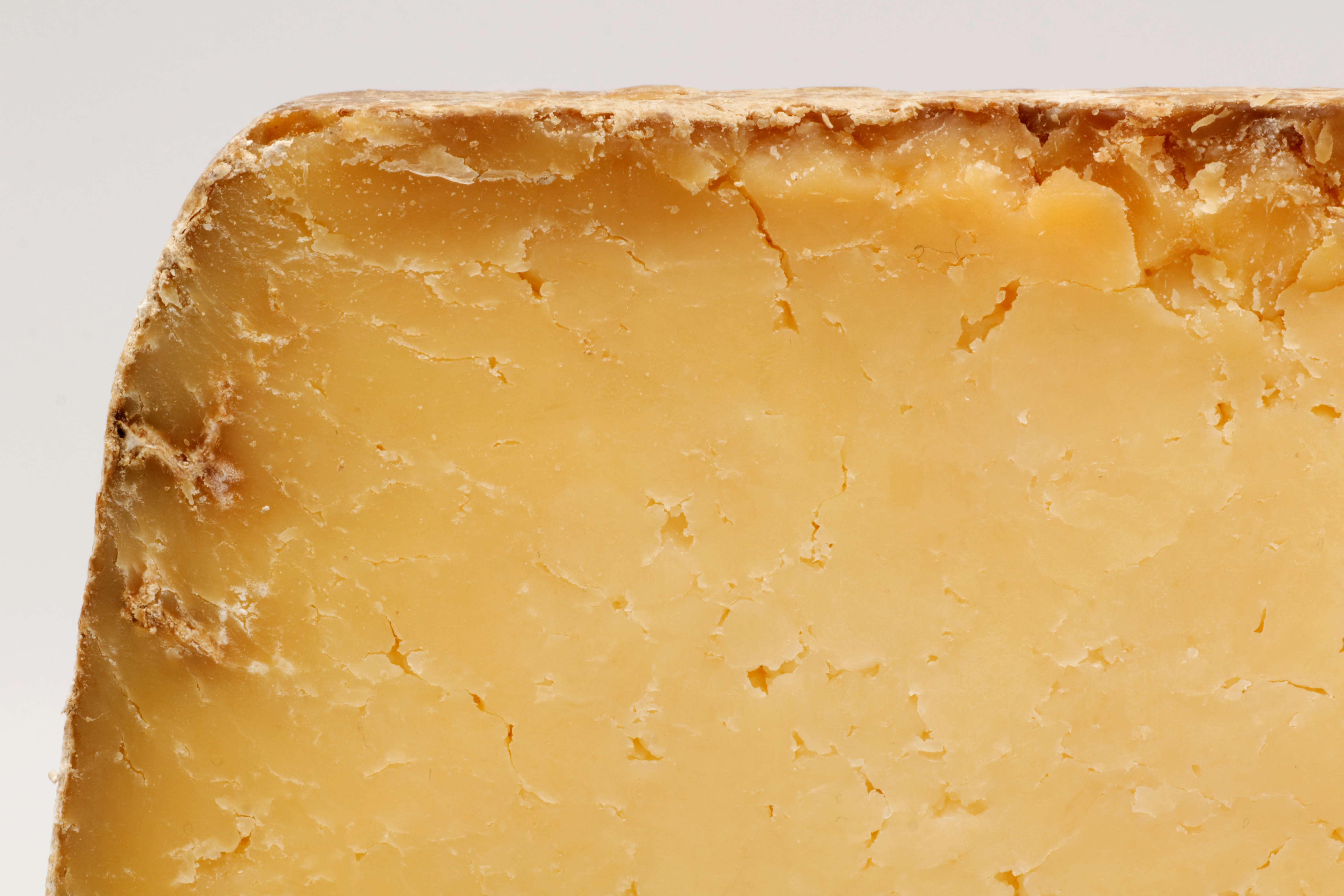
Fromage salers.

Le salers est un fromage à pâte ferme, à la croûte sèche, épaisse et fleurie. Sa teneur en matières grasses est de 44 % minimum. Il se présente sous la forme d'un cylindre de dimensions variables, de 38 à 48 cm de diamètre, pesant de 35 à 55 kilogrammes.

## Histoire et territoire
L'origine du salers remonte au temps où les troupeaux passaient la période du printemps à l'automne en estive. Les vachers s'occupaient des troupeaux, de la traite et de la fabrication du fromage. Aujourd'hui, la pratique de la transhumance est presque tombée en désuétude, mais le salers bénéficie toujours de la richesse de la flore du Massif central et de sa diversité. Les propriétés des terres volcaniques des monts du Cantal, riches en acide phosphorique, en potasse et en magnésium apportent aux pâturages des qualités propices à l'élaboration du salers.
Le fromage appelé aujourd'hui « salers » est la forme ancestrale qui était la norme pour les fourmes produites dans les burons pendant la période d’estive. La fabrication du salers ne peut se faire que pendant la période de mise à l’herbe des vaches entre le 15 avril et le 15 novembre. Pour bénéficier de l'appellation « salers », le lait cru et entier doit être transformé à la ferme tout de suite après la traite et ne peut être refroidi puis réchauffé.

## Identification

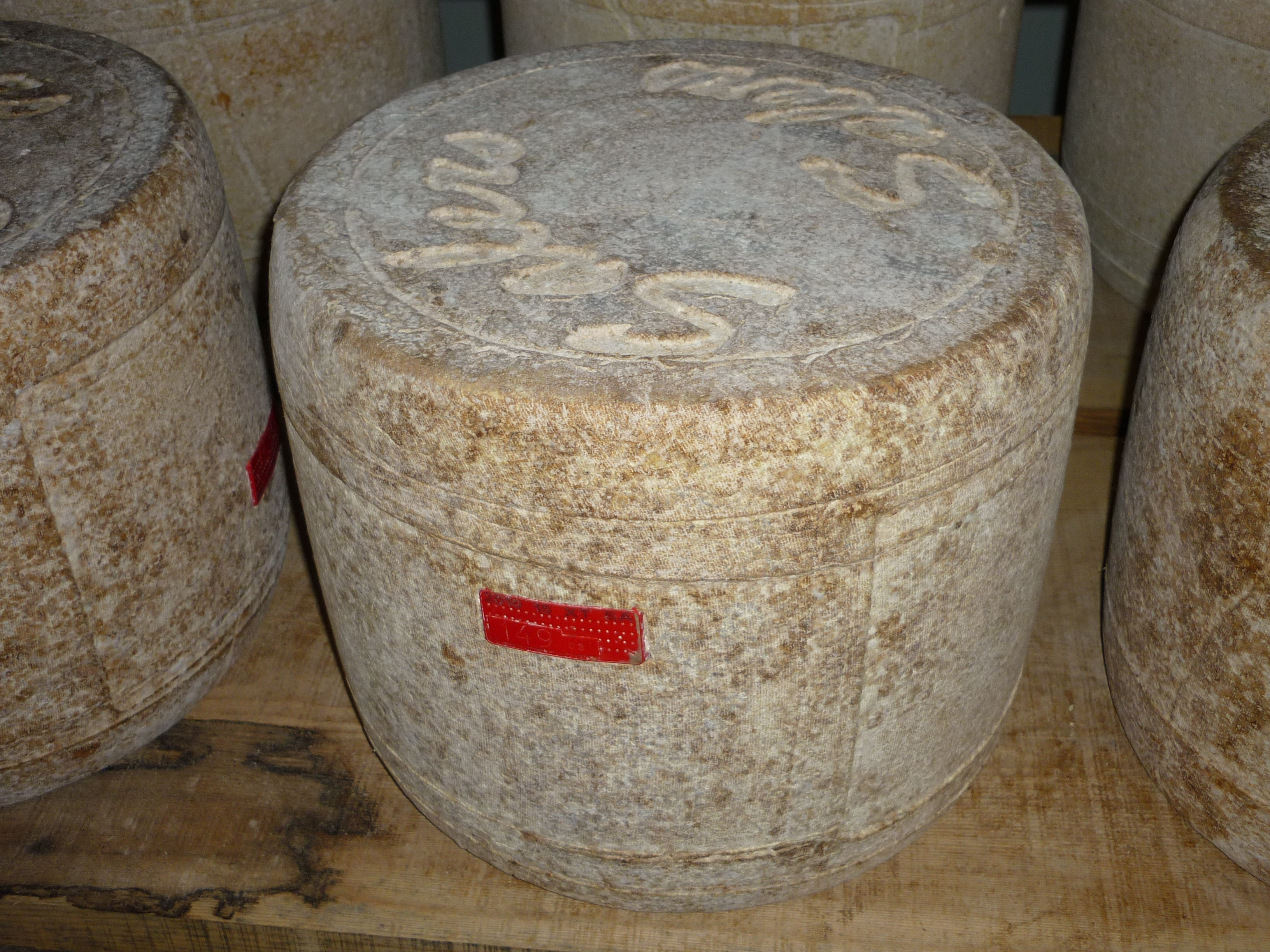
Fromage avec son étiquette rouge

Il est identifié par une marque d'identification rouge en plastique qui reprend les initiales de Salers (SA), le n° d’identifiant du producteur fermier et le quantième de fabrication et par une empreinte Salers-Salers gravée en creux sur l'une des faces du fromage. En outre, si le troupeau est composé de vaches de race salers, l'agriculteur ajoute la mention Tradition Salers en relief ainsi que des représentations de tête de vache salers sur le côté.   

## Spécificités

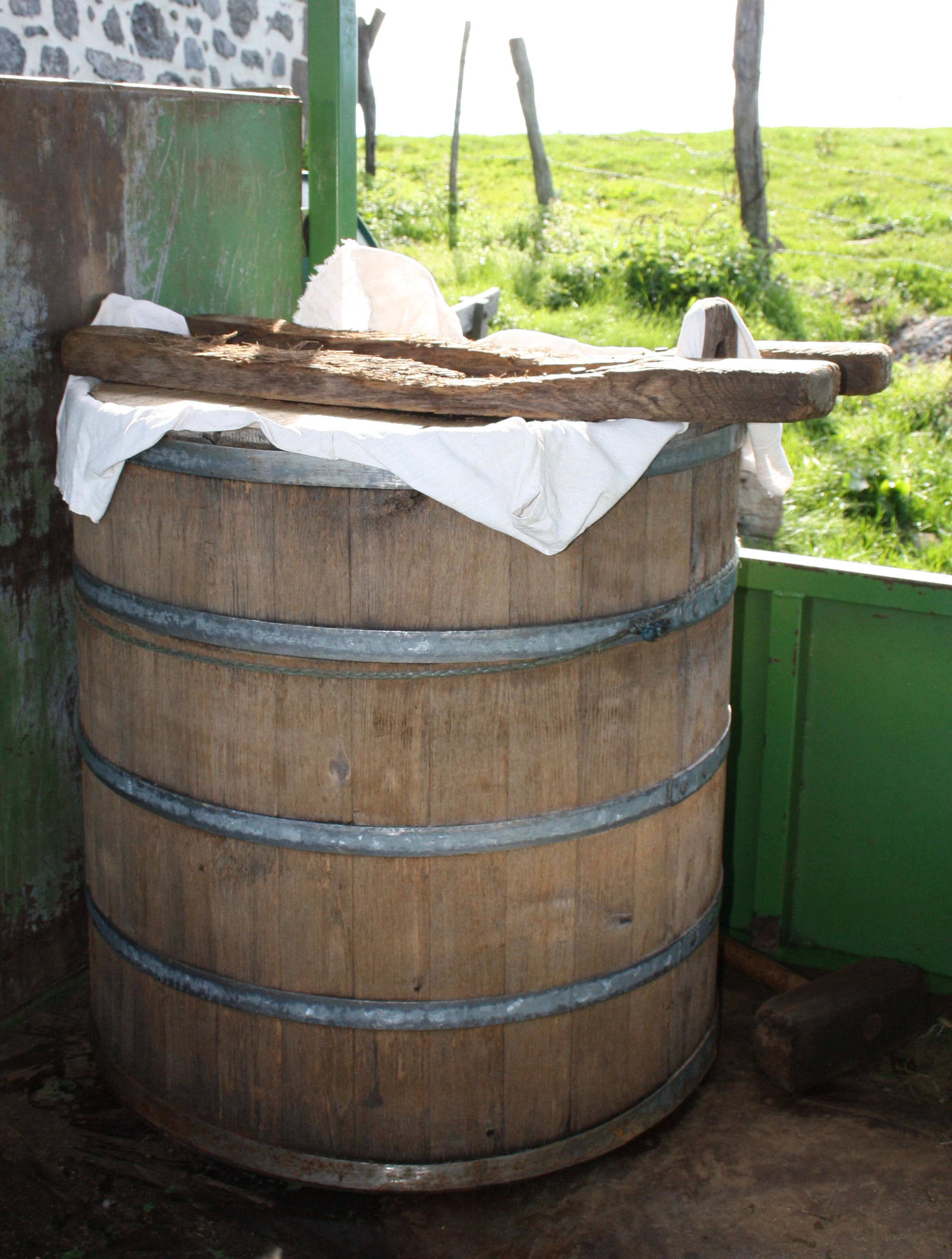
Gèrlo du buron de la Reiche.

De fortes contraintes d'élevage et de transformation préservées par le cahier des charges de l'AOP ont su conserver l'identité de ce fromage et le savoir-faire des paysans. Il fait partie des cahiers des charges les plus stricts des AOP fromagères.
Le salers est un fromage exclusivement issu de transformation fermière (chaque agriculteur-fromager élabore donc des fromages aux arômes spécifiques) et de lait cru de vache non normalisé en taux protéique et de matière grasse. Le cahier des charges n'impose pas que les vaches soient de race salers.
Le lait produit, encore chaud, est immédiatement transformé sur les terres de la ferme. Aucune réfrigération du lait ni donc réchauffage n'est accepté. La période de transformation du lait se situe uniquement du 15 avril au 15 novembre, lorsque les vaches pâturent les pelouses des parcours. Cette période peut être réduite selon l'altitude, mais depuis 1979, il n'y a plus d'altitude minimum pour les pâturages. 
Lors de la traite, le lait est collecté obligatoirement dans un récipient en bois appelé gèrlo. Il se charge alors d'un microbiote vivant dans le bois de celle-ci. Cette particularité est également déterminante pour l'obtention de goûts spécifiques.
Les caractéristiques communes sont :
- à l'œil : sa croûte est dorée, épaisse, fleurie de taches rouges et orangées ; sa pâte est jaune et bien liée ;
- au toucher : sa consistance est ferme.

## Aire géographique de production
Ce fromage est fabriqué dans l'ensemble du département du Cantal mais aussi dans une partie des départements de la Corrèze, de l'Aveyron, du Puy-de-Dôme et de la Haute-Loire.

## Élevage

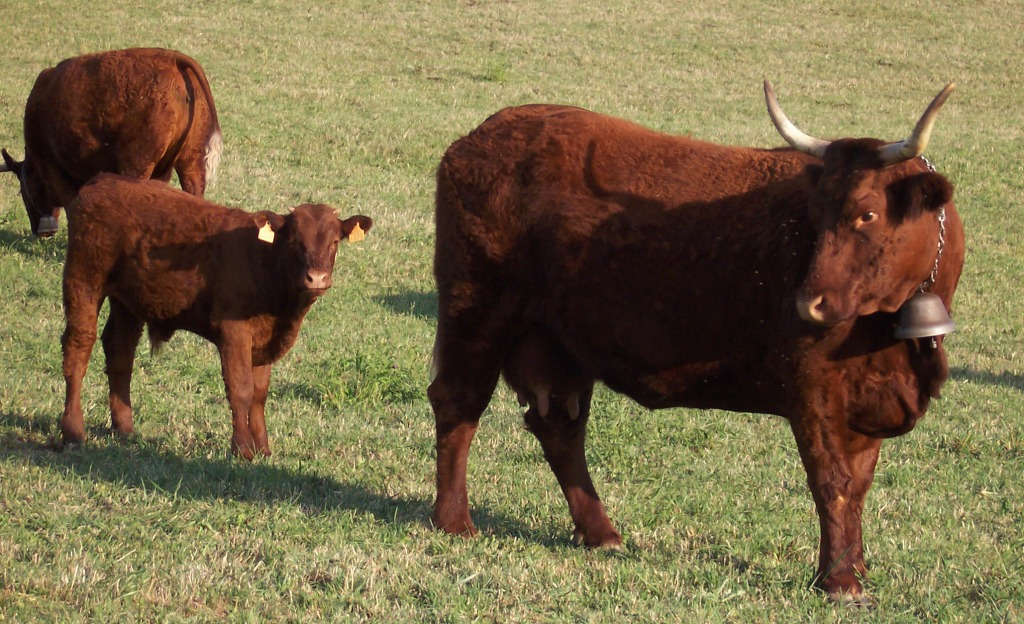
Vache et veaux de race salers.

L'origine et l'histoire du salers sont intimement liées à celles de la vache salers. 
Actuellement, il n'y a pas de race de vache obligatoire. 
Les salers d'autrefois tendent à être remplacées par d'autres races qui produisent plus de lait et ne nécessitent pas la présence du veau pour amorcer la traite, telles que la montbéliarde, l'abondance ou la simmental.

## Appellation Tradition Salers
Certains éleveurs producteurs fermiers sont restés attachés à la race salers pour la fabrication traditionnelle du fromage salers. Ils ont obtenu de l'administration française, par décret, le droit à une appellation protégée spécifique matérialisée par l'empreinte en relief Tradition Salers sur leur fourmes, ainsi que par des représentations de têtes de vaches salers sur le côté de celles-ci.
Il ne reste aujourd’hui qu’une soixantaine de producteurs de lait de vache de race salers. Leur lait peut être utilisé aussi bien pour la fabrication du salers que du cantal, du saint-nectaire ou d'autres fromages.

## Fabrication

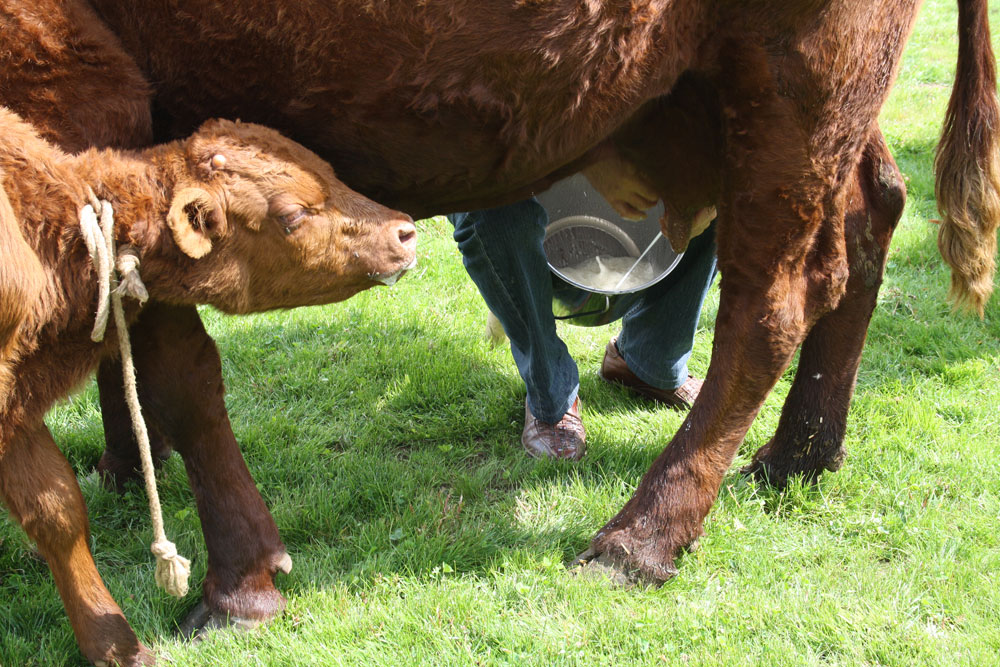
La tétée du veau doit obligatoirement précéder la traite d'une vache de la race salers.

Le lait est entreposé dans la gèrlo (« gerle » en français) lors de la traite effectuée par le ou les éleveurs ; le microbiote natif de ce lait cru s’enrichit alors des micro-organismes hébergés dans le bois du contenant.
1. l'emprésurage : sitôt la traite terminée, une dose de présure est ajoutée au lait cru chaud afin de faciliter la coagulation ;
2. le décaillage : le caillé est découpé manuellement à l'aide de la fréniale ; il s'agit d'obtenir des grains réguliers, le sérum est ensuite évacué et le caillé est rassemblé en masse compacte ;
3. le premier pressage : la masse est déposée dans la presse où elle va subir des pressages progressifs, interrompus par des découpes de la tome en blocs et des retournements ; ces étapes se font manuellement autant de fois que nécessaire ;
4. l'acidification : la tome pressée est ensuite laissée à maturation durant plusieurs heures ; cette phase favorise le développement des ferments lactiques présents dans le lait ;
5. le fraisage : la tome est ensuite broyée et salée dans la masse ; le mélange de la tome avec le sel se fait par brassages successifs ;
6. la maturation au sel : la tome mélangée au sel va ensuite être laissée au repos pendant au minimum trois heures ;
7. le moulage : les grains de tome sont tassés manuellement dans une fourme tapissée d'une fine étamine de lin (majoritairement de nylon aujourd'hui) ; cette toile, la « chemise » sert de drain, on pose alors la plaque rouge qui atteste l'authenticité de l'AOP salers ; le moule, servant à la fabrication du salers, possède une forme particulière avec deux renflements en haut et en bas ;
8. le second pressage : la tome en moule est placée sous le pesado (« poids » en français), où elle va subir un pressage allant crescendo pendant 48 heures, donnant à ce qui s'appelle dorénavant la « fourme », sa forme définitive ; la pièce est retournée plusieurs fois au cours de ces 48 heures ;
9. l'affinage : l'affinage dure trois mois minimum et peut aller jusqu'à deux ans ; la température de la cave ne doit pas excéder 14 °C et son taux d'humidité doit être élevé ; les fourmes de salers doivent être retournées et leur croûte vigoureusement frottée deux fois par semaine avec une vieille « chemise ».

Le salers nécessite au moins 90 jours d'affinage.
La fabrication du « fromage de Salers » est une pratique répertorié à l'inventaire du patrimoine culturel immatériel en France en 2016. 

### Données
- Reconnaissance de l'appellation d'origine « salers » depuis 1961
- 1 470 tonnes de fromage fermier salers produites par an
- 88 éleveur-producteurs-fermiers dont une dizaine[4] pour le salers tradition
- 3 700 vaches laitières
- 8 500 000 litres de lait cru transformés par an
- 400 litres de lait cru transformés pour l'obtention d'1 fourme d'environ 45 kg et de 38 à 48 cm de diamètre
- 11 affineurs